# La Bazoge (Sarthe)
La Bazoge è un comune francese di 3 702 abitanti situato nel dipartimento della Sarthe nella regione dei Paesi della Loira.

## Società

### Evoluzione demografica
Abitanti censiti